# Sv. Barbara (Škofja Loka, Slovenija)
Sv. Barbara je naselje u slovenskoj Općini Škofji Loki. Sv. Barbara se nalazi u pokrajini Gorenjskoj i statističkoj regiji Gorenjskoj. 

## Stanovništvo
Prema popisu stanovništva iz 2002. godine naselje je imalo 100 stanovnika.